# Municipio de Carimona
El municipio de Carimona (en inglés: Carimona Township) es un municipio ubicado en el condado de Fillmore en el estado estadounidense de Minnesota. En el año 2010 tenía una población de 296 habitantes y una densidad poblacional de 3,21 personas por km².

## Geografía
El municipio de Carimona se encuentra ubicado en las coordenadas 43°37′49″N 92°8′59″O / 43.63028, -92.14972. Según la Oficina del Censo de los Estados Unidos, el municipio tiene una superficie total de 92.27 km², de la cual 92,27 km² corresponden a tierra firme y (0 %) 0 km² es agua.

## Demografía
Según el censo de 2010, había 296 personas residiendo en el municipio de Carimona. La densidad de población era de 3,21 hab./km². De los 296 habitantes, el municipio de Carimona estaba compuesto por el 98,31 % blancos, el 0,34 % eran asiáticos, el 1,01 % eran de otras razas y el 0,34 % eran de una mezcla de razas. Del total de la población el 1,01 % eran hispanos o latinos de cualquier raza.